# 라이네펠데보르비스
라이네펠데보르비스(독일어: Leinefelde-Worbis)는 독일 튀링겐주에 위치한 도시로 면적은 96.55km2, 인구는 18,684명(2015년 12월 31일 기준), 인구 밀도는 190명/km2이다.

시 문장